# 韩金峰
韩金峰（1962年12月—），男，汉族，山东夏津人，中国共产党党员，中华人民共和国政治人物。

## 仕途
曾任中共山东省委组织部副部长，山东省人力资源和社会保障厅厅长、党组书记等职务。2018年1月，当选为山东省政协副主席。2022年4月，当选为济南市人大常委会主任。